# Acacia orthotricha
Acacia orthotricha är en ärtväxtart som beskrevs av Leslie Pedley. Acacia orthotricha ingår i släktet akacior, och familjen ärtväxter. Inga underarter finns listade i Catalogue of Life.